# Basi
Basi és una beguda alcohòlica obtinguda per fermentació de la canya de sucre produïda a les Filipines i Guaiana.

## Història
Una de las revoltes de la població filipina contra l'Imperi Espanyol es va anomenar revolta del basi en honor de la beguda. L'any 1786 el govern colonial espanyol va expropiar la manufactura i venda dei basi, prohibint de fet la fabricació privada del vi, costum dels locals; així, es van veure obligats a comprar el basi en els magatzems de Govern. No obstant això els ilocans, amants del vi, es van rebel·lar a Piddig el 16 de setembre de 1807. La rebel·lió es va expandir a altres poblacions i va durar uns dies, fins que va ser reprimida per les tropes espanyoles el 28 de setembre.

## Producció

### Filipines
Basi és la beguda local d'Ilocos al nord de Luzon. Primer es treu el suc de la canya que es bull i emmagatzema en gerres de terrissa, quan es refreda s'hi afegeix saboritzants fets d'arròs glutinós, escorça de jambul i altres productes. Les gerres fermenten durant anys. La beguda resultant és vermellosa, i si fermenta massa temps es torna suka o vinagre.
Es diu que el millor Basi ha de tenir 10 anys.

### Guaiana
Primer es talla la canya en trossets, després es posa amb sucre i llevat durant un mínim de nou dies.